# Pierre Bernhard
Pour l’article homonyme, voir Pierre Bernhard (mathématicien).
Pour les articles ayant des titres homophones, voir Pierre Bernard.
Pierre Bernhard (15 mai 1910 à Paris 18e –  19 décembre 1976 au Kremlin-Bicêtre) est un ancien président de la Fédération sportive des sourds de France, de la Fédération Nationale des Sourds de France et du Comité international des sports des sourds (CISS). Il est un des résistants sourds de la Seconde Guerre mondiale.

## Biographie

### Enfance
Pierre Bernhard voit le jour le 15 mai 1910 à Paris, sa famille est originaire de Strasbourg. Il entre dans l'Institution nationale des sourds en 1919 et il y reste jusqu'à 1927. Et aussitôt, il entre à l'Étoile Sportive des Sourds-Muets de Paris, un club sportif parisien.

### Rôle important
Pendant la Seconde Guerre mondiale, il est un des résistants sourds les plus connus. C'est un des dirigeants du club parisien Étoile Sportive des Sourds-Muets de Paris et il organise des réunions clandestines pour les camardes de la résistance française dans les anciens locaux du club.
Il est élu quatrième président de la Fédération sportive des sourds de France en 1951. Pierre Bernhard est décoré de la médaille de Chevalier de la légion d'honneur en 1958, il a obtenu une médaille militaire, il reste actif pendant 31 ans pour les activités sportives. En 1961, il est élu au poste du président du Comité international des sports des sourds, le deuxième français de l'histoire, après du premier président Eugène Rubens-Alcais. Il est nommé pour le poste de la Confédération nationale des sourds de France en 1966.

### Déclin de sa santé
En 23 mars 1967, la santé de Pierre est en difficulté et il n'a pas pu se déplacer à Vidy en suisse pour rencontrer les représentants de Comité international olympique. La santé de Pierre devient inquiétante et il quitte les postes de président de la Fédération sportive des sourds de France en 1968, celui de la Fédération nationale des sourds de France en 1969 et celui du Comité international des sports des sourds en 1971. Pierre Bernhard est décédé en 1976 à l'âge de 66 ans. Son corps est enterré au cimetière d'Arcueil[réf. nécessaire].

## Distinctions et récompenses
- Médaille militaire
- Chevalier de la légion d'honneur en 1958[2]
- Médaille d'honneur en argent de Deaflympics en 1965[8]
- Médaille d'honneur en or de Deaflympics en 1987[8]
- Diplôme d'honneur de l'Université Gallaudet en 1994[9]
- Ordre olympique en Argent en 1995[10]
- Membre honoraire à vie du Comité international des sports des sourds depuis 1971[11].